# Les Enquêtes de l'inspecteur Wallander
Pour les articles homonymes, voir Wallander.
Les Enquêtes de l'inspecteur Wallander (Wallander), est une série télévisée britannique en douze épisodes de 90 minutes créée par Philip Martin, deuxième adaptation des romans de l'écrivain suédois Henning Mankell mais troisième série reprenant le personnage de Kurt Wallander, produite par Yellow Bird, Left Bank Pictures et TKBC pour la BBC en Écosse et diffusée entre le 30 novembre 2008 et le 5 juin 2016 sur BBC One.
Dans la version originale britannique, chaque saison comporte trois épisodes, correspondant chacun à un roman. La diffusion en France recourt à un découpage en six épisodes, à raison de deux épisodes par roman adapté. La diffusion en Suisse sur RTS suit le format original britannique.
En France, la série est diffusée depuis le 19 février 2010 sur Arte , et sur 13e rue depuis octobre 2010, puis rediffusée sur NRJ 12 en 2015, et sur Chérie 25 depuis 2017. Elle est diffusée au Québec depuis le 5 juin 2012 à Télé-Québec, et en Suisse sur RTS Un.

## Adaptations antérieures
La première adaptation a été tournée entre 1994 et 2007 pour la télévision suédoise, avec Rolf Lassgård dans le rôle principal. Elle comporte neuf épisodes correspondant aux huit premiers romans et au recueil de nouvelles Pyramiden.
Une seconde série mettant en scène le personnage de Kurt Wallander, incarné par l'acteur Krister Henriksson, a été diffusée en 2005 et 2006. Le premier épisode, Innan frosten, est adapté du roman Avant le gel, tandis que les douze scénarios suivants sont des créations originales. Cette seconde série sera prolongée, en 2009-2010, par une seconde saison de treize épisodes, également composée de scénarios originaux.
Postérieurement, la série dramatique Le Jeune Wallander (Young Wallander) a été créée sur Netflix le 3 septembre 2020. Elle est une quatrième adaptation télévisée basée sur les écrits de Henning Mankell sur l'inspecteur fictif Kurt Wallander.

## Synopsis
Kurt Wallander est un inspecteur de police dans la petite ville d'Ystad, dans le Sud de la Suède. Séparé de sa femme, il est le père d'une jeune fille, Linda, qui fait tout pour qu'il rencontre quelqu'un. Mais cet homme se consacre nuit et jour à résoudre les enquêtes qui lui sont confiées avec son équipe, aux dépens de sa vie privée. Son seul objectif est d'arrêter les meurtriers. Alors qu'il lutte toujours pour découvrir la vérité, Wallander se trouve confronté aux aspects les plus sombres de la société suédoise.

## Distribution
- Kenneth Branagh (VF : Emmanuel Jacomy) : Kurt Wallander

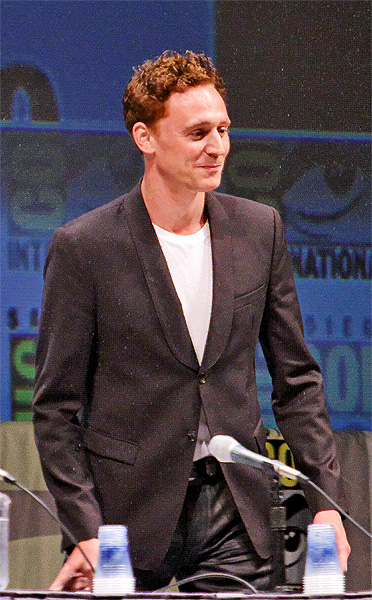
L'acteur Tom Hiddleston, interprète de Magnus Martinsson durant les deux premières saisons.

- Tom Hiddleston (VF : Valentin Merlet) : Magnus Martinsson (saisons 1 et 2)
- Jeany Spark (VF : Barbara Beretta) : Linda Wallander
- David Warner : Povel Wallander (saisons 1, 2 et 4)
- Richard McCabe : Nyberg
- Polly Hemingway (VF : Pascale Jacquemont) : Gertrude
- Sadie Shimmin : Lisa Holgersson (saisons 1 et 2)
- Sarah Smart : Anne-Brit Hoglund
- Jessica Lloyd : Docteur Eva Malmström
- Barnaby Kay (en) : Lennart Mattson(saisons 3 et 4)
- Tom Beard (it) : Kalle Svedberg (saison 1)
- Mark Hadfield (en) : Stefan Lindeman (saison 3)
- Rebekah Staton (en) (VF : Céline Ronté) : Kristina Albinson (saison 3)
- Saskia Reeves : Vanja Andersson (saison 2 et 3)

Version française et version originale sous-titréePatrick Siniavine
 Source et légende : version française (VF) sur RS Doublage

## Épisodes
L'ordre de diffusion des épisodes n'est conforme ni à l'ordre de publication des romans et nouvelles, ni à l'ordre chronologique des histoires originelles.
La chronologie différente entre les romans et la série télévisée conduit au déplacement de certains éléments biographiques du héros : par exemple, c'est dans le roman La Lionne blanche que Kurt Wallander tue involontairement un homme pour la première fois, reprenant ultérieurement sa place au commissariat d'Ystad dans le roman suivant L'Homme qui souriait. Dans la série télévisée, Wallander tue un homme dans l'épisode Meurtriers sans visage, et reprend son travail dans l'épisode suivant, L'Homme qui souriait.
De même, dans le roman Les Chiens de Riga, Wallander vit toujours dans l'appartement de Mariagatan à Ystad, tandis que, dans l'épisode télévisé, il vit dans la maison isolée à la campagne, avec son chien, un labrador nommé « Jussi », et y reçoit le major Lieba qui, dans le roman, n'a connu ni la maison ni le chien.

### Première saison (2008)
1. Le Guerrier solitaire (Sidetracked), adaptation du roman Le Guerrier solitaire
2. La Muraille invisible (Firewall), adaptation du roman La Muraille invisible
3. Les Morts de la Saint-Jean (One Step Behind), adaptation du roman Les Morts de la Saint-Jean

### Deuxième saison (2010)
1. Meurtriers sans visage (Faceless Killers), adaptation du roman Meurtriers sans visage
2. L'Homme qui souriait (The Man Who Smiled), adaptation du roman L'Homme qui souriait
3. La Cinquième Femme (The Fifth Woman), adaptation du roman La Cinquième Femme

### Troisième saison (2012)
1. Mort clandestine (An Event in Autumn), adaptation du roman court Une main encombrante
2. Les Chiens de Riga (The Dogs of Riga), adaptation du roman Les Chiens de Riga
3. Avant le gel (Before the Frost), adaptation du roman Avant le gel

### Quatrième saison (2016)
1. La Lionne blanche (The White Lioness), adaptation du roman La Lionne blanche
2. L'Homme inquiet - 1re partie (A Lesson in Love), adaptation du roman L'Homme inquiet
3. L'Homme inquiet - 2e partie (The Troubled Man), adaptation du roman L'Homme inquiet

## Commentaire
Après réalisation de cette quatrième saison, et alors qu'auront été adaptés les dix romans et la nouvelle isolée Une main encombrante, il est très improbable que les cinq nouvelles constituant le recueil La Faille souterraine et autres enquêtes soient adaptées telles quelles avec Kenneth Branagh comme interprète principal. En effet, la première des histoires, Le Coup de couteau, est censée se dérouler une vingtaine d'années avant le premier des romans de la série, mettant en scène un Wallander juvénile, tout juste sorti de l'école de police, tandis que son interprète Kenneth Branagh est largement quinquagénaire en 2015.